# سماء الخريف

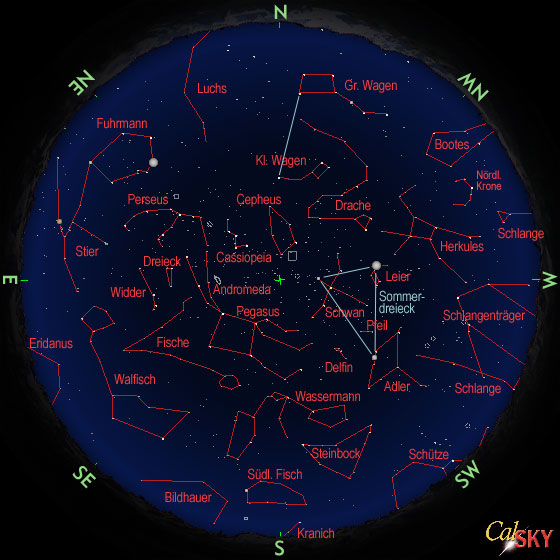
سماء الخريف كما ترى في وسط أوروبا نهاية سبتمبر الساعة 23 أو بالتالي نهاية أكتوبر الساعة 22 (توقيت وسط أوروبا)

سماء الخريف (بالألمانية Herbsthimmel) هو هذا الجزء من السماء الذي يظهر في أمسيات وليالي الخريف خلال الأشهر سبتمبر أكتوبر نوفمبر. وتعتمد الخارطة المرئية من السماء على الموقع الجغرافي للمشاهد، وعلى ساعة المشاهدة.
الأرض كروية وتدور حول محورها كل 24 ساعة، وتدور في نفس الوقت حول الشمس خلال سنة، نقسمها إلى 12 شهر (أو بالتالي نقسمها إلى أربعة فصول الصيف والخريف والشتاء والربيع.) وبذلك تتغير تشكيلات الأجرام السماوية عبر فصول السنة وباختلاف الموقع الجغرافي. 
بعض الناس يعيشون علي نصف الكرة الأرضية الشمالي، وبالتالي فهم يرون جزء السماء الشمالي، وبعضهم يعيشون في الجنوب مثل أستراليا وأمريكا الجنوبية، فهم لا يرون إلى أجزاء من نصف القبة السماوية الشمالي وإنما معظم ما يرون فهي سماء الجنوب. 

وتعتمد تلك المشاهدة للسماء على ثلاثة عوامل:
1. الموقع الجغرافي بالنسبة إلى خط العرض. (تختلف نصف الكرة السماوية الشمالية عن نصف الكرة السماوية الجنوبية؛ كما أن هذه الخارطة فهي للسماء كما ترى في فرانكفورت بألمانيا)
2. التاريخ حسب التقويم الميلادي، مثل 15 يوليو أو 23 ديسمبر أو غيرها،
3. التوقيت المحلي، وهو يعتمد على خط الطول الجغرافي.

العاملان رقم 2 و 3 يعملان ضد بعضهما البعض؛ بمعنى أن المرء يرى نفس توزيع الأجرام السماوية في الشهر التالي ولكن ساعتين مبكرا؛ أو يراه يوما بعد يوم بفارق 4 دقائق مبكرا. ذلك لأن الأرض تدور حول محورها في 23 ساعة و 56 دقيقة و 04 ثانية (وهذا ما نسميه «يوم نجمي») بينما نحسب اليوم في العادة 24 ساعة تبعا لوضع الشمس.

## سماء الخريف في ألمانيا
يهتم الكثيرون من الشعب الألماني بالمشاهدات الفلكية. ومنهم الكثيرون من يمتلك تلسكوبا للهواة ويشارك في مجلات فلكية مختصة، تصدر كل شهر، وتفيده بالمعلومات وتغير صفحة السماء مع تغير الأشهر والفصول السنوية. 
بالنسبة إلى ألمانيا فهي تقع على خط عرض 50° بالتقريب وبالنسبة لخطوط الطول فهي بين خطي 9 و 10° (مثل فرانكفورت وفورزبورغ)، وتنشر معظم خرائط النجوم التي تباع في ألمانيا باحتساب الخطين 50°/10° ؛ وهذا الموقع يعادل مركز ثقل البلاد التي تتحدث بالألمانية. بالنسبة للنمسا فلها مركز الثقل في 47½° / 14° ، وبالنسبة لسويسرا فإحداثيات مركز ثقلها في 47°/8°.
الصورة المرفقة تبين خارطة النجوم كما تـُري في وسط أكتوبر في الساعة 21 توقيت وسط أوروبا.
ويتقاطع هذا الجزء من السماء مع سماء الربيع في دائرة النجوم أبدية الظهور المحيطة بالنجم القطبي) فقط، ولكنها تختلف كثيرا عنها في اتجاهات الشرق والجنوب والغرب.

## مقارنة بين سماء الصيف وسماء الخريف
المشاهد في فرانكفورت بألمانيا يرى وسط السماء (السمت، فوق رأسه مباشرة) عند العلامة الخضراء في الوسط، في الخريطتين). في الصيف يظهر الدب الأكبر Gr. Wagen مائلا نحو الغرب، ثم يتحرك خلال الخريف ليصبح في الشمال (بعكس دوران الساعة). وأما كوكبة الوشق Luchs التي كانت أسفل منه في شمال الغرب في سماء الصيف فنجدها تصبح في الشمال في الخريف، وتبتعد في اتجاه الأفق. 

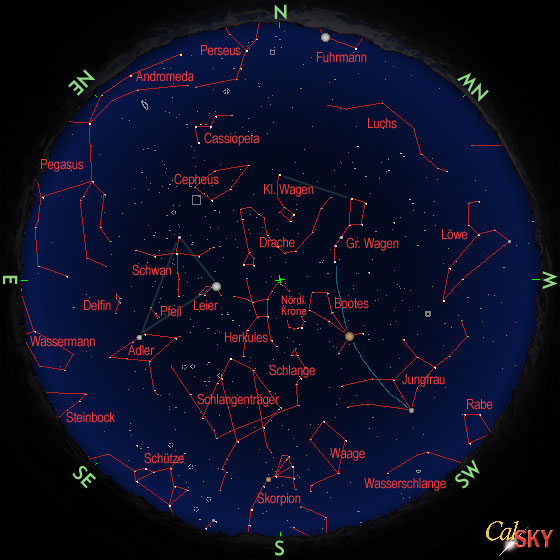
نجوم السماء في الصيف في ألمانيا: من نهاية يونيو في الساعة 23 توقيت وسط أوروبا وحتى نهاية يوليو.

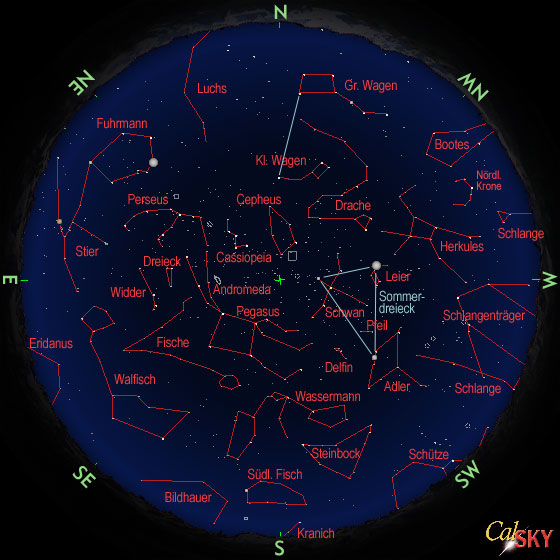
سماء الخريف كما ترى في وسط أوروبا نهاية سبتمبر الساعة 23 و حتى نهاية أكتوبر الساعة 22 (توقيت وسط أوروبا)

ويمكن معرفة النجم القطبي بالاستعانة بكوكبة الدب الأكبر Gr. Wagen وكوكبة ذات الكرسي Cassiopeia التي في شكل M حيث يقع النجم القطبي في وسطهما عند الدب الأصغر Kl. Wagen .

ومن الملاحظ أن النجم القطبي الذي يسمى أيضا نجم الشمال لا يتغير مكانه على صفحة السماء لأنه يقع فوق محور دوران الأرض حول محورها. ويري سكان نصف الكرة الأرضية الشمالي النجوم تدور حول نجم الشمال، وعلى الأخص القريبة منه فهي تسمى النجوم الأبدية الظهور، ومن ضمنها كوكبة الدب الأكبر والدب الأصغر وذات الكرسي (كوكبة) (أنظر الصورة 4 أسفله).
ونرى كوكبة ممسك الأعنة Fuhrmann ونجمه الساطع العيوق قد ارتفع في السماء في الشمال الغربي بعدما كان خلال الصيف في الشمال قريبا من الأفق. وبجانب ممسك الأعنة في الشرق نجد كوكبة الثور التي كانت مختفية تحت الأفق خلال الصيف.
.

نرى نجوم حول النجم القطبي وهي تدور حول نجم الشمال (نجم الجدي)، ويلاحظ أن نجم الجدي Polaris يكاد لا يتحرك (في الحقيقة الأرض هي التي تدور حول محورها). ويمكن لذلك رؤية النجم القطبي في جميع فصول السنة. وتبين الصورة تغير موقع النجوم خلال دورة 24 ساعة، والكوكبتان الموصلتان بخطوط زرقاء هما كوكبة ذات الكرسي وشكلها مثل حرف W وكوكبة الدب الأكبر. في وسط الخط الواصل بينهما يقع النجم القطبي

و كوكبة الجاثي Herkules التي كانت في الصيف في أعلى السماء ناحية الجنوب نراها في الخريف وقد دارت واصبحت في اتجاه الغرب.
وورائها التجمع النجمي المسمى مثلث الصيف الذي يتكون من 3 نجوم من القدر الظاهري 1 ؛ ويتشكل مثلث الصيف من النسر الواقع في كوكبة القيثارة Leier (أسطع نجم) في الخريف وذنب الدجاجة في كوكبة الدجاجة Schwan ، والنجم النسر الطائر في كوكبة العقاب Adler (المثلث مرسوم بخطوط زرقاء في خارطة الخريف) ونرى مثلث الصيف قد انتقل من الشرق في الصيف إلى الغرب في الخريف.
وكوكبة الحواء Schlangenträger التي كانت عالية في اتجاه الجنوب في الصيف نجدها قد دارت ربع دورة وأصبحت في الخريف في الغرب واقتربت من الأفق. كما نرى كوكبة الدلو Wassermann في الجنوب بعدما كانت في الغرب وقريبة من الأفق خلال الصيف.
في سماء الخريف نرى كوكبة الحوت الجنوبي Südl.Fisch في الجنوب؛ والكوكبة الممتدة قيطس Walfisch شاغرة الجنوب الشرقي. أما كوكبة الحوت Fische فنجدها أعلى من قيطس في وسط سماء الخريف.
إذا نظرنا إلى سماء الصيف في الغرب نجد  الأسد Löwe (وهي تشبه أبو الهول في مصر) فوق الأفق. ومع قدوم الخريف تختفي كوكبة الأسد تحت الأفق؛ ولا تظهر ثانيا إلا بقدوم الشتاء، وتظهر في الشرق. فكوكبة الأسد تظهر مرتين في السنة: مرة في الشتاء في الشرق؛ ومرة في الصيف في الغرب.

## اقرأ أيضا
- سماء الربيع
- سماء الصيف
- سماء الشتاء
- خارطة النجوم